# 遠洞渓谷

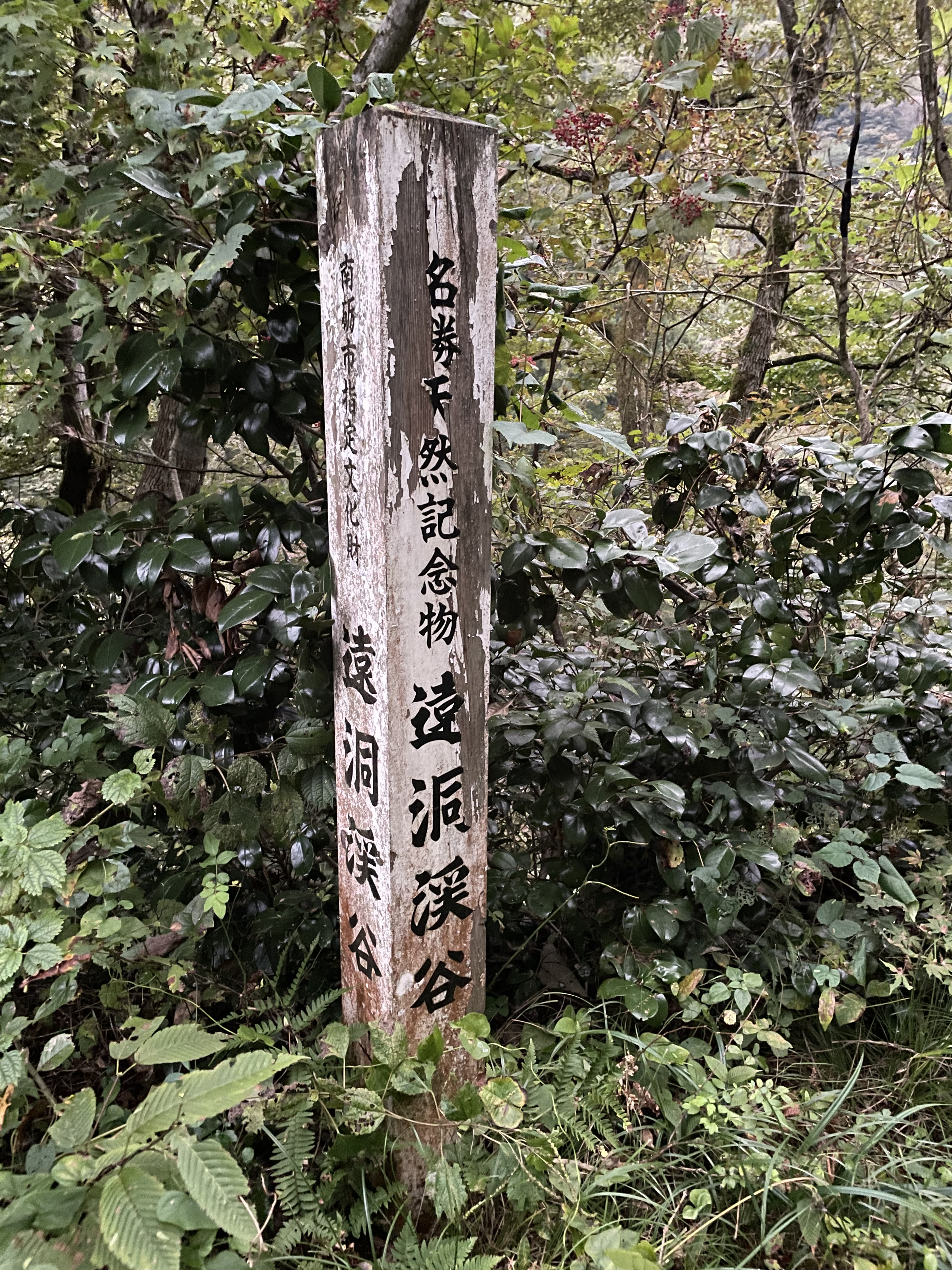
富山県南砺市上梨の遠洞渓谷標識。

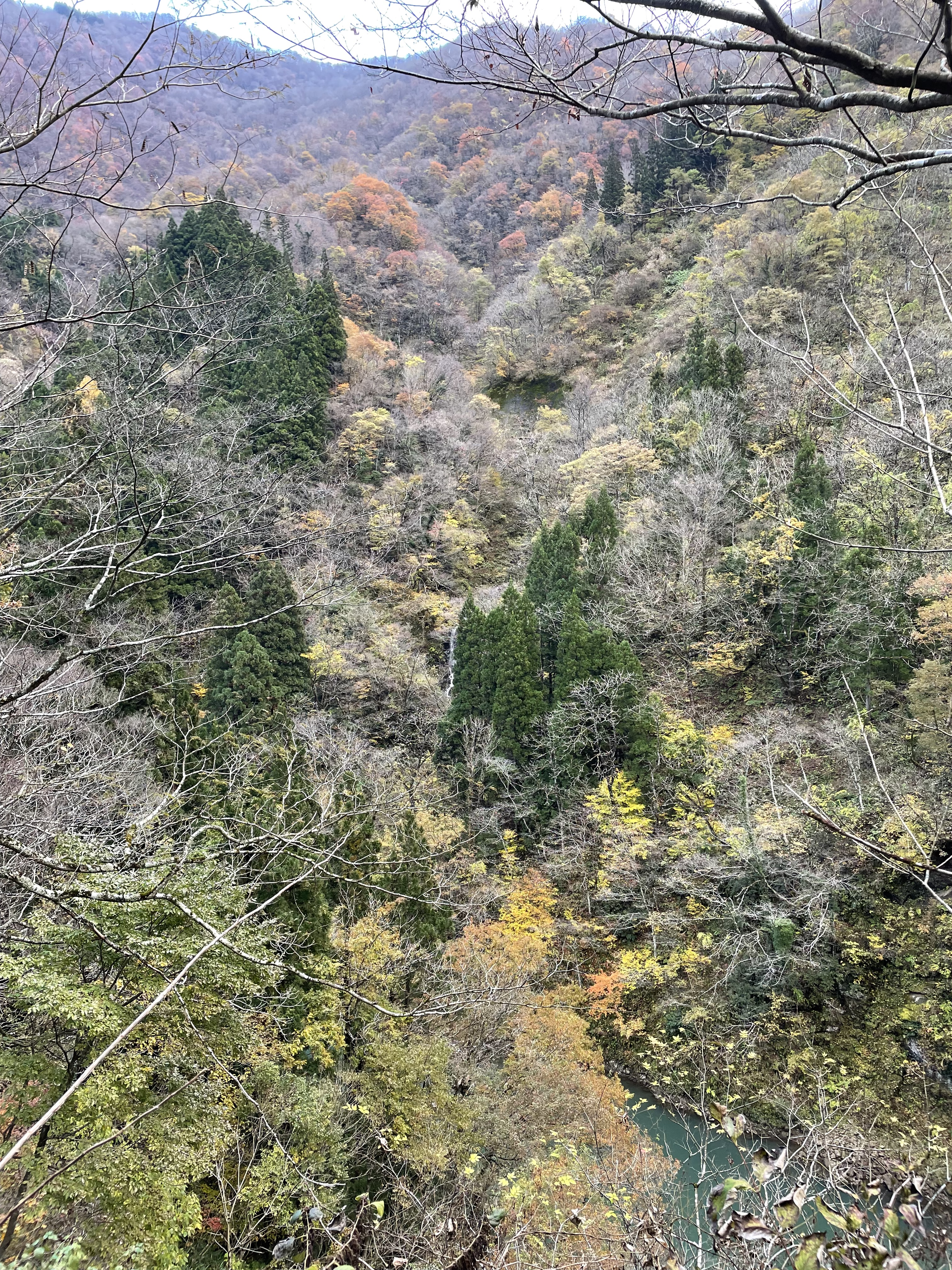
遠洞渓谷の霞が淵。

遠洞渓谷（えんどうけいこく）は、富山県南砺市旧平村に存在する渓谷である。上梨・田向集落から下流1㎞一帯に位置する。
古来より五箇山地域の景勝地として知られており、現在では南砺市の名勝・天然記念物に指定されている。

## 概要
上梨集落から下流の庄川は、両岸切り立った険しい渓谷となることから、「遠洞渓谷」と呼ばれている。
この区間は古くより難所として知られており、近代に入って国道156号が整備されるまで、主要な交通路が存在しなかった。上梨集落から平野部に出る際に、現在では東に上梨トンネルを抜けて下梨集落で国道304号に出るルートが主流であるが、古くは上梨から直接北上し山越えをするルート（朴峠）しか存在しなかった。このため、上梨を中心とする諸集落と遠洞渓谷で隔てられる下梨を中心とする諸集落は文化的な差異があり、中近世にはこの一帯が上梨谷と下梨谷の境界となっていた。交通事情が改善した近代以降は上梨と下梨の交流も活発となり、両村ともに平村に属するようになっている。
遠洞渓谷は人の手が入らないことから手付かずの自然が残っており、四季を通じて懸崖の美しい風景がみられる景勝地として知られてきた。特に妙仏山から流れ出る霞が淵は、鏡のように平たくなめらかな岸壁とあいまって、遠洞渓谷の見どころとされている。その他にも鏡岩、仏岩、夫婦岩などの名所があり、紅葉の名所である。